# 河原和音
河原和音（日语：／ Kawahara Kazune，1972年3月11日—），日本漫畫家。出身於北海道瀧川市。A型血。

## 簡歷
- 1972年：3月11日，出生於北海道瀧川市[1]。
- 1991年：以《他最喜歡的人》在《別冊瑪格麗特》（集英社）4月號上作為漫畫家出道[1]。此後，持續主要在《別冊瑪格麗特》發表[7]，1994年起每半年左右在同一雜誌上連載漫畫。
- 1996年：《老師！》在《別冊瑪格麗特》（集英社）開始連載，講述了老師和學生之間的愛情故事，大受歡迎[1]。連載至2003年，並與綺羅（日语：きら (漫画家)）的《陽光伴我行。（日语：まっすぐにいこう。）》、永田正實的《戀愛目錄（日语：恋愛カタログ）》並列為《別冊瑪格麗特》代表作。
- 2003年：《俏妞出招》在《別冊瑪格麗特》（集英社）連載，至2008年完結。該漫畫成為累計銷售超過600萬部的人氣漫畫，並於2011年被拍成真人電影。
- 2008年：《青空吶喊（日语：青空エール）》在《別冊瑪格麗特》（集英社）連載，至2015年完結。2010年7月，為紀念《青空吶喊》第5冊發行，舉辦了首次簽名會[8]。
- 2011年：作為原作者，《俺物語!!》（作畫：或子）在《別冊瑪格麗特》（集英社）連載，至2016年完結。
- 2016年：《完美男友（日语：素敵な彼氏）》在《別冊瑪格麗特》（集英社）2月號開始連載[9]，至2020年11號完結[10]。
- 2021年：《比太陽更耀眼的星星》於《別冊瑪格麗特》（集英社）7月號開始連載[11]。
- 2022年：《比太陽更耀眼的星星》獲得《這本漫畫真厲害！2023》（寶島社）女性篇第8名[12]。

## 人物
在少女漫畫家中，以獨特的人物心理描寫和大膽的故事結構而享有盛譽。
出生於音樂世家，父親曾是音樂教師和鋼琴家。叔叔是札幌音樂學院院長宮澤功行（也是她的老師），鋼琴家宮澤夢詩花和Yahoo！JAPAN董事兼高階常務執行官澤弦是表親。

## 作品列表

### 單行本
- （1993年4月22日發行[14] ISBN 4-08-848092-9）
  - （《豪華瑪格麗特（日语：デラックスマーガレット）》1993年1月號）
  - （《豪華瑪格麗特》1992年9月號）
  - （《豪華瑪格麗特》1992年7月號）
  - （《豪華瑪格麗特》1992年5月號）
  - （《The Margaret（日语：ザ マーガレット）》1992年2月號）
- （1993年10月25日發行[15] ISBN 4-08-848150-X）
  - （《豪華瑪格麗特》1993年5月號）
  - ONE AND ONLY（《別冊瑪格麗特》1993年7月號—8月號）
  - （《別冊瑪格麗特》1993年2月號）
- 因為我喜歡你!!（1994年6月24日發行[16]，《別冊瑪格麗特》1994年1月號—4月號 ISBN 4-08-848231-X 全1冊）
- 無敵的LOVE POWER（1995年1月25日發行[17] ISBN 4-08-848301-4）
  - 無敵的LOVE POWER（《別冊瑪格麗特》1994年8月號）
  - 無敵的LOVE POWER 2（《別冊瑪格麗特》1994年10月號）
  - （《別冊瑪格麗特》1994年6月號）
- （1995年7月25日發行[18] ISBN 4-08-848376-6）
  - （《豪華瑪格麗特》1995年5月號）
  - （《別冊瑪格麗特》1994年12月號—1995年2月號）
- 修學旅行（1996年6月25日發行[19] ISBN 4-08-848520-3）
  - （《別冊瑪格麗特》1995年11月號）
  - （《別冊瑪格麗特》1993年11月號）
  - （《別冊瑪格麗特》1995年8月號）
- 500個微笑（1996年9月25日發行[20] ISBN 4-08-848556-4）
  - （《別冊瑪格麗特》1996年4月號）
  - （《別冊瑪格麗特》1996年5月號）
  - （《別冊瑪格麗特》1996年6月號）
- 老師！（1996年—2003年，全20冊）
- PLATINUM SNOW（2000年10月25日發行[21] ISBN 4-08-847294-2）
  - （《別冊瑪格麗特》1999年2月號）
  - （新作品）
  - （《別冊瑪格麗特》2000年2月號）
- 為了愛情（2002年12月14日發行[22] ISBN 4-08-847584-4）
  - （《別冊瑪格麗特》2002年9月號）
  - （《別冊瑪格麗特》2001年8月號）
  - （《別冊瑪格麗特》2002年2月號）
- 俏妞出招（2003年—不定期連載，正篇全13冊、遠戀篇已出版2冊，總計已出版15冊）
- 青空吶喊（日语：青空エール）（2008年—2015年，全19冊）
- 朋友的故事（日语：友だちの話）（2009年—2010年，擔任原作、作畫：山川愛兒（日语：山川あいじ），全1冊）
- 俺物語!!（2011年—2016年，擔任原作、作畫：或子，全13冊）
- 完美男友（日语：素敵な彼氏）（2016年—2020年，全14冊）
- 無事生非[23]（原案：威廉·莎士比亞《無事生非》，2021年4月23日發行[24][25]，《別冊瑪格麗特》2021年1月號[26]—2021年4月號[27] ISBN 978-4-08-844483-3 全1冊）
- 比太陽更耀眼的星星[28]（《別冊瑪格麗特》2021年7月號[11]—連載中，已出版7冊）
  1. 2021年10月25日發行[29][30]，《別冊瑪格麗特》2021年7月號[11]—10月號 ISBN 978-4-08-844539-7
  2. 2022年2月25日發行[31]，《別冊瑪格麗特》2022年11月號—2022年2月號 ISBN 978-4-08-844579-3
  3. 2022年6月23日發行[32]，《別冊瑪格麗特》2022年3月號—6月號 ISBN 978-4-08-844612-7
    - （《別冊瑪格麗特》2021年12月「比太陽更亮的星星第1冊Twitter活動」發布）

  4. 2022年10月25日發行[33]，《別冊瑪格麗特》2022年7月號—10月號 ISBN 978-4-08-844698-1
  5. 2023年2月24日發行[34]，《別冊瑪格麗特》2022年11月號—2023年2月號 ISBN 978-4-08-844707-0
  6. 2023年6月23日發行[35] ISBN 978-4-08-844750-6
  7. 2023年10月25日發行[36] ISBN 978-4-08-844836-7

### 文庫本
全部由集英社文庫出版。
- 老師！（全11冊）
- 俏妞出招（全8冊）

### 其它
- 《幸運草朋友》系列（角川翼文庫（日语：角川つばさ文庫），作：相原博之（日语：あいはらひろゆき））—插圖
- 系列（集英社橘子文庫（日语：集英社オレンジ文庫），作：須賀忍（日语：須賀しのぶ））—封面插圖
- [a]（《別冊瑪格麗特》2013年6月號[37]、《別冊瑪格麗特》2014年2月號別冊附錄《創刊50週年紀念 SPECIAL TRIBUTE Vol.2》[38]，收錄於《只想告訴你》第22冊）
- 倉持本 ～倉持房子官方漫畫選集～（2018年1月25日發行[39] ISBN 978-4-08-845887-8）
  - scene67.9（新作品）
- 育江綾 出道40週年特別紀念畫冊 SMILE！[40]（2019年9月25日發行[41] ISBN 978-4-8342-8500-0）
  - （標題不明）（新作品）
- 總特集 大和和紀 出道55週年紀念[42]（2021年7月14日發行[43] ISBN 978-4-309-98032-4）
  - （標題不明）（新作品）
- （無標題）[44]（《Cocohana（日语：Cocohana）》2022年1月號別冊附錄《Cocohana創刊10周年 ANNIVERSARY BOOK》）—插圖

### 單行本未收錄作品
- 他最喜歡的人（《別冊瑪格麗特》1991年4月號，《金之頭飾》集英社創刊2007年10月「金之頭飾大獎」設立紀念特別號，出道作品）
- 俺Ride!!（《別冊瑪格莉特》2013年7月號[45]、《別冊瑪格莉特》2014年2月號別冊附錄《BETSUMA 50TH ANNIVERSARY SPECIAL TRIBUTE VOL.2》[46]）
- 俺戀!! Boys side[47]（《週刊少年Jump》2013年40號）
- 俺戀!! Girls side[48]（《別冊瑪格莉特》2013年10月號）
- 青空吶喊 特別篇[49]（《別冊瑪格莉特》2016年9月號）
- 幸運女孩[50]（《Cocohana（日语：Cocohana）》2017年2月號[51]、2017年4月號[52]）
- 老師！SPIN-OFF[53]（《別冊瑪格麗特》2017年11月號）
- 俺物語!! 番外篇[54]（《別冊瑪格麗特》2018年10月號）
- （擔任原作、作畫：或子，《Cocohana》2022年12月號[55][56]—2023年1月號[57]）—前後篇

## 腳註

## 外部連結
- 河原和音（@kazunekawa）的X（前Twitter） （日語）
- 河原和音（@exumel26）的X（前Twitter） （日語）